# Adi Nugroho
Adi Nugroho (sinh ngày 3 tháng 9 năm 1992) là một cầu thủ bóng đá người Indonesia hiện tại thi đấu ở vị trí tiền đạo cho Semen Padang F.C. ở Liga 1.